# Ride the Lightning (песня)
«Ride The Lightning» — заглавная песня второго студийного альбома Ride the Lightning американской трэш-метал группы Metallica, вышедшего в 1984 году. В ней говорится о душевных терзаниях, мыслях и чувствах человека, признанного виновным и осуждённого на электрический стул, о состоянии осужденного непосредственно перед казнью. «Ride The Lighting» была написана после того, как участники группы были обвинены общественностью штата Техас в подстрекании молодёжи к насилию. Сами обвинения были вызваны тем, что признанный виновным в убийстве молодой человек стал в зале суда петь песню группы Metallica «No Remorse» (один из возможных художественных эквиритмичных переводов слов песни представлен текстом Без сожаления), которую якобы исполнял и во время убийства. В ответ на протест в свой адрес Metallica написала «Ride The Lightning», тем самым демонстрируя, что считает судей и палачей такими же убийцами, которые совершают насилие над жертвой своих убеждений.
Песня была написана Клиффом Бёртоном, Джеймсом Хэтфилдом, Дэйвом Мастейном и Ларсом Ульрихом.
Один из возможных художественных эквиритмичных переводов слов песни представлен текстом Верхом на молнии.

## Участники записи
- Джеймс Хэтфилд — вокал, ритм-гитара
- Ларс Ульрих — ударные, бэк-вокал, перкуссия, начальный рифф
- Кирк Хэммет — соло-гитара
- Клифф Бёртон — бас-гитара, бэк-вокал
- Дэйв Мастейн — автор[уточнить]